# 1958 no teatro

## Nascimentos
| Data          | Nome              | Profissão | Nacionalidade  | Observações | Ref |
| ------------- | ----------------- | --------- | -------------- | ----------- | --- |
| 28 de janeiro | Maitê Proença     | atriz     | Brasil         |             |     |
| 20 de março   | Edson Celulari    | ator      | Brasil         |             |     |
| 29 de julho   | Solveig Dommartin | atriz     | França         | m. 2007     |     |
| 2 de setembro | Victor Fasano     | ator      | Brasil         |             |     |
| 24 de agosto  | Steve Guttenberg  | ator      | Estados Unidos |             |     |
| 11 de outubro | Totia Meireles    | atriz     | Brasil         |             |     |

## Mortes
| Data        | Nome          | Profissão | Nacionalidade | Observações | Ref |
| ----------- | ------------- | --------- | ------------- | ----------- | --- |
| 13 de junho | Vasco Santana | ator      | Portugal      | n. 1898     |     |